# Alix Senator
Alix Senator est une série d’aventure historique française créée par le dessinateur Thierry Démarez et la scénariste Valérie Mangin d'après la série Alix de Jacques Martin, éditée en septembre 2012 par Casterman.

## Description

### Synopsis
En pleine année  12 av. J.-C., Alix est devenu sénateur à Rome depuis qu’Auguste est nommé empereur.

### Personnages
Alix Graccusdevenu sénateur à Rome et protecteur de deux enfants, Titus et Khephren, il enquête lors du premier album sur la mort mystérieuse du grand pontife de Rome Marcus Aemilius Lepidus et sur celle d'Agrippa, successeur désigné du puissant empereur Auguste.
Titus Graccusfils d’Alix et de Lidia Octavia.
Khephrenfils d’Enak, désormais adopté par Alix depuis la mystérieuse disparition de son père.
EnakFidèle ami d’enfance d’Alix, il est au début de la série présumé mort en Égypte dans des circonstances inconnues.
Lidia Octaviasœur d'Auguste et mère de Titus Graccus. Au début de la série, elle est portée disparue pour une raison inconnue.
AugustePrince de Rome. Protecteur d'Alix.
Livie Drusilla, Julia Augustaépouse d'Auguste, elle est souvent mêlée à des complots autour desquels tourne l'intrigue.

## Postérité

### Accueil critique
À propos du premier album, Didier Pasamonik d'Actua BD écrit en gros caractère sur son article, en août 2012, que c’est « un "reboot" plutôt réussi de l'univers de Jacques Martin, Valérie Mangin et Thierry Démarez redonnent une perspective à cette grande série classique qui vivotait depuis quelques années dans une relative médiocrité ». Sébastien Naeco du Monde, en septembre 2012, note que, « davantage qu'un nouvel Alix, Valérie Mangin et Thierry Démarez nous offrent un autre Alix, et celui-ci, plus fin, plus tactique, plus dans une logique de succession et d'héritage moral, mérite qu'on s'y attarde sans nécessairement en référer continuellement à la série originelle ».

## Publication

### Albums
- 1 Les Aigles de sang, Casterman, septembre 2012
Scénario : Valérie Mangin - Dessin et couleurs : Thierry Démarez - (ISBN 978-2-203-04566-8)
- 2 Le Dernier Pharaon, Casterman, septembre 2013
Scénario : Valérie Mangin - Dessin et couleurs : Thierry Démarez - (ISBN 978-2-203-06637-3)
- 3 La Conjuration des rapaces, Casterman, novembre 2014
Scénario : Valérie Mangin - Dessin et couleurs : Thierry Démarez - (ISBN 978-2-203-07858-1)
- 4 Les Démons de Sparte, Casterman, octobre 2015
Scénario : Valérie Mangin - Dessin : Thierry Démarez - Couleurs : Fabien Alquier - (ISBN 978-2-203-08921-1)
- 5 Le Hurlement de Cybèle, Casterman, novembre 2016
Scénario : Valérie Mangin - Dessin : Thierry Démarez - Couleurs : Jean-Jacques Chagnaud - (ISBN 978-2-203-10092-3)
- 6 La Montagne des Morts, Casterman, septembre 2017
Scénario : Valérie Mangin - Dessin : Thierry Démarez - Couleurs : Jean-Jacques Chagnaud - (ISBN 978-2-203-11598-9)
- 7 La Puissance et l’Éternité, Casterman, mai 2018
Scénario : Valérie Mangin - Dessin : Thierry Démarez - Couleurs : Jean-Jacques Chagnaud - (ISBN 978-2-203-13689-2)
- 8 La Cité des poisons, Casterman, novembre 2018
Scénario : Valérie Mangin - Dessin : Thierry Démarez - Couleurs : Jean-Jacques Chagnaud - (ISBN 978-2-203-15919-8)
- 9 Les Spectres de Rome, Casterman, août 2019
Scénario : Valérie Mangin - Dessin : Thierry Démarez - Couleurs : Jean-Jacques Chagnaud - (ISBN 978-2-203-16875-6)
- 10 La Forêt carnivore, Casterman, juin 2020
Scénario : Valérie Mangin - Dessin : Thierry Démarez - Couleurs : Jean-Jacques Chagnaud - (ISBN 978-2-203-19262-1)
- 11 L'Esclave de Khorsabad, Casterman, novembre 2020
Scénario : Valérie Mangin - Dessin : Thierry Démarez - Couleurs : Jean-Jacques Chagnaud - (ISBN 978-2-203-20829-2)
- 12 Le Disque d'Osiris, Casterman, novembre 2021
Scénario : Valérie Mangin - Dessin : Thierry Démarez - Couleurs : Jean-Jacques Chagnaud - (ISBN 978-2-203-21154-4)
- 13 L'Antre du Minotaure, Casterman, Avril 2022
Scénario : Valérie Mangin - Dessin : Thierry Démarez - Couleurs : Jean-Jacques Chagnaud - (ISBN 978-2-203-22418-6)
- 14 Le Serment d'Arminius, Casterman, Octobre 2023
Scénario : Valérie Mangin - Dessin : Thierry Démarez - Couleurs : Jean-Jacques Chagnaud - (ISBN 978-2-203-22820-7)
- 15 Les Cercles des géants, Casterman, Septembre 2024
Scénario : Valérie Mangin - Dessin : Thierry Démarez - Couleurs : Jean-Jacques Chagnaud - (ISBN 978-2-203-25762-7)
- 16 L'Atlantide, Casterman, 2025
Scénario : Valérie Mangin - Dessin : Thierry Démarez - Couleurs : Jean-Jacques Chagnaud - En production
- 17 Le Maitre des Masques, Casterman, 2026
Scénario : Valérie Mangin - Dessin : Thierry Démarez - Couleurs : Jean-Jacques Chagnaud - En production